# Aristóbulo Vargas Belmonte
Aristóbulo Vargas Belmonte (Jujuy, 24 de agosto de 1891-Buenos Aires, 25 de enero de 1961) fue un militar argentino.

## Biografía
Nació en Jujuy, el 24 de agosto de 1891.
En 1910 ingresó al Ejército Argentino. Egresó con el grado de subteniente dos años después del Colegio Militar de la Nación. Fue oficial de estado mayor, y ocupó cargos en diversas dependencias públicas y privadas. 
Fue docente en el Colegio Militar de la Nación en 1928 y en 1935, jefe del Regimiento de Infantería 17. Se desempeñó como Cuartelmaestre General del Ejército en 1938, y como director del Centro de Instrucción de los Cuerpos Auxiliares (1940).
En 1943 es nombrado interventor federal en la provincia de Mendoza; juró el 21 de diciembre y desempeñó ese cargo por un corto tiempo. Asumió posteriormente el Comando de la Agrupación de Montaña Cuyo, y fue director de Institutos Militares. Por ese tiempo, publicó dos obras: “Estadística minera de la Nación” (1944) y “La industria y la economía nacional” (1945).
El 5 de julio de 1947 fue designado interventor federal en la provincia de Córdoba. Al asumir, el 17 de ese mes, los ministros que habían sido nombrados por el anterior interventor renunciaron, y Vargas Belmonte nombró a Norberto Gowland como ministro de gobierno, a Marcelo Pieretti, en la cartera de obras públicas y a Alfredo M. Egusquiza, en la de hacienda. Tras la renuncia de Gowland, en agosto de 1948, Pieretti se hizo cargo del ministerio de gobierno, siendo designado el Ing. Fernando Cerrajería en obras públicas.
Vargas Belmonte intentó acercar al Partido Laborista y a la Unión Cívica Radical Junta Renovadora, las dos fuerzas peronistas en Córdoba. El 1 de marzo de 1948, el interventor encabezó el acto en la estación del Central Argentino (hoy General Mitre) de toma de posesión de los ferrocarriles. Se convocó a elecciones para elegir nuevo gobernador el 5 de noviembre de 1948.
Cuando restaba poco más de un mes para la asunción del mandatario electo, Vargas Belmonte renunció (18 de enero de 1949).
Pasó a retiro efectivo en 1953.
Falleció en Buenos Aires, el 25 de enero de 1961. En so honor fue nombrada la escuela Técnica Provincial N 1 Aristóbulo Vargas Belmonte de San Salvador De Jujuy.